# Antón Damborenea
Antonio Damborenea Basterrechea (Bilbao, 1960), conocido como Antón Damborenea, es un político y abogado español, parlamentario del Partido Popular en el Parlamento Vasco desde 1994. Fue presidente del Partido Popular de Vizcaya.

## Biografía
Antón Damborenea nació en Bilbao en 1960. Se licenció en Derecho en la Universidad de Deusto. Desde el 30 de noviembre de 1994 es miembro del Parlamento Vasco y ejerce como abogado con despacho propio en Bilbao.
En 2008 Damborenea fue elegido presidente del Partido Popular de Vizcaya Permaneció en el cargo hasta que fue relevado en 2017 por Raquel González.
Ha sido representante del Parlamento Vasco en el Consejo de Administración de Telebista-Radio Televisión Vasca EITB (2009-2013) y miembro de la mesa de la cámara vasca.